# Limpio (canción)
«Limpido-en (italiano):» —en español: «Limpio»— es el primer sencillo del tercer álbum recopilatorio de la cantante Italiana Laura Pausini junto a la cantante australiana Kylie Minogue. La canción se editó el 10 de septiembre de 2013 en forma digital.
El sencillo fue grabado tanto en idioma italiano como en idioma español. Kylie cantó en español e inglés en la versión en español.

## Antecedentes y canción
Antes de ser publicada la canción, se había rumoreado el nuevo sencillo de The Greatest Hits por la celebración de 20 años de carrera de Pausini. Páginas fanes de Pausini habían anunciado el dúo sin ser publicado oficialmente.
La canción misteriosamente fue publicada en el portal de Amazon Italia.
La canción se anticipa a la publicación en noviembre del álbum de grandes éxitos, la colección de éxitos para celebrar el vigésimo aniversario de la carrera discográfica de la cantante de Solarolo.
Pausini decidió liberar la canción el 10 de septiembre (se había anunciado el sencillo para octubre), por lo cual no tuvo tiempo para promocionar la canción.

## Lista de canciones
Download digitale
1. Limpido (con Kylie Minogue)
2. Limpido (versión solo)
3. Limpio (con Kylie Minogue)
4. Limpio (Spanglish) (con Kylie Minogue)

Vinilo LP  (versión maxi-limited edition)
1. Limpio (versión solo)

## Nominaciones
«Limpido», actualmente está "Pre-nominado" a los World Music Awards en la categoría "World's best song" y "World best video".
| Año  | Premiación         | Categoría             | Resultado | Ref.  |
| ---- | ------------------ | --------------------- | --------- | ----- |
| 2014 | World Music Awards | Mejor canción mundial | Pendiente | [ 5 ] |
| 2014 | World Music Awards | Mejor vídeo mundial   | Pendiente | [ 6 ] |

## Rendimiento comercial
A tan solo unas horas del lanzamiento de «Limpido» en forma digital, en los sitios digitales, iTunes y Amazon lograron rápidamente llegar a la posición n°1 en Italia. La versión en solitario de Pausini también fue publicada y alcanzó la posición n°3.
En la lista de canciones más vendidas en Italia, alcanzó la posición n°1.
En cuanto en España la canción se posicionó n°1 entre las canciones más vendidas en dicho país, tanto en los sitios de ventas digitales, Amazon e iTunes.

## Posicionamiento en las listas musicales y certificaciones

### Semanales y mensuales
| Lista (2013-2014)                           | Mejor posición |
| ------------------------------------------- | -------------- |
| Bélgica (Ultratip Wallonia)                 | 18             |
| Brasil (Top 20 Hits)                        | 10             |
| Chile (Chile Top 100 Singles Chart)         | 39             |
| Costa Rica (Costa Rica Top 100)             | 100            |
| España (Promusicae) (Top 50 Radio)          | 22             |
| Italia (Top Digital Download)               | 1              |
| México (Billboard) (México Spanish Airplay) | 20             |
| México México Latino Top 100                | 37             |
| Suiza (Schweizer Hitparade)                 | 66             |
| Venezuela (Venezuela Top 100)               | 91             |

### Anuales
| Lista (2013)                                         | Mejor posición |
| ---------------------------------------------------- | -------------- |
| Italia (Federación de la Industria Musical Italiana) | 88             |

### Certificaciones
| País   | Organismo certificador | Certificación | Simbolización | Ventas | Ref.   |
| ------ | ---------------------- | ------------- | ------------- | ------ | ------ |
| Italia | FIMI                   | Oro           |               | 15 000 | [ 23 ] |

## Sucesión en listas
| Anterior: «Wake Me Up!» de Avicii | FIMI — Sencillo Nro 1 09 de septiembre de 2013 — 15 de septiembre de 2013 | Siguiente: «Wake Me Up!» de Avicii |